# Кемські шхери
- Кемські шхери
  - Батожниця
  - Бєлогузиха
  - Варбарлуди
    - Кентовий

  - Велика Нохкалуда
  - Велика Пужма
  - Великий Горілий
  - Великий Кам'яний
  - Великий Лібуєв
  - Великий Рев'яжий
  - Верхній
  - Вороньї (острови)
  - Дар'їні (острови)
  - Єловець
  - Єловці
  - Жилий
  - Жовтневої Революції (Попов)
  - Кисличиха
  - Конєв
  - Корожний
  - Куричья Нілакса
  - Ламбін
  - Лігова
  - Лодейний
  - Луда-Салтиковка
  - Лукин
  - Луковати (острови)
    - Ревлуда

  - Мала Нохкалуда
  - Малий Горілий
  - Малий Ромбак
  - Медвежий
  - Могильний
  - Німецький Кузов
  - Олешин
  - Ольховий
  - Песья Луда
  - Південний Кільяк
  - Південний Коловар
  - Південний Ромбак
  - Північний Кільяк
  - Північний Коловар
  - Північний Ромбак
  - Підвосточний
  - Плоский
  - Плоский Горілий
  - Половині Луди
  - Попадьїна
  - Пуккіла
  - Равлуда
  - Ржаний
  - Ровняжий
  - Руський Кузов
  - Ряволуда
  - Сатам
  - Сваї
  - Седельні
  - Сеннуха
  - Середній
  - Сосновець
  - Сосновці (острови)
  - Студенці (острови)
  - Тапаруха
  - Телячий
  - Терроїха (Тер'їха)
  - Тупичиха
  - Хахатаненка
  - Шуйостров
  - Ягель
  - Як (Якостров)